# ألان مارشال
ألان مارشال (17 أبريل 1895 - 14 مايو 1973 في المملكة المتحدة) (بالإنجليزية: Alan Marshall)‏ هو لاعب كريكت بريطاني (وحمل سابقاً جنسية المملكة المتحدة لبريطانيا العظمى وأيرلندا). لعب مع نادي مقاطعة سومرست للكريكت ‏.